# اخترفیزیک برای افراد پرمشغله
اخترفیزیک برای افراد پرمشغله یک کتاب علمی به زبان ساده است به نویسندگی نیل دگراس تایسون. کتاب حول تعدادی سؤال اساسی در مورد جهان متمرکز است. این کتاب مقدمه ای بر اخترفیزیک است که برای خوانندگان غیر متخصص نوشته شده است. این کتاب موضوعاتی مانند ستاره‌ها، سیارات، کهکشان‌ها و جهان را به‌طور کلی پوشش می‌دهد. این کتاب که در ۲ می ۲۰۱۷ توسط دابلیو. دابلیو. نورتون اند کامپنی منتشر شده است، مجموعه ای از مقالات تایسون است که در دوره‌های مختلف از سال ۱۹۹۷ تا ۲۰۰۷ در مجله تاریخ طبیعی منتشر شده است

## محتوا
کتاب مقدمه ای محبوب برای مفاهیم و مسائل اصلی اخترفیزیک مدرن است. نویسنده منشأ و ساختار جهان، نیروی گرانش، نور، ماده تاریک و انرژی تاریک و در مورد مکان ما در کیهان و چگونگی تلاش ما برای درک قوانین آن را توضیح می‌دهد. این کتاب با زبانی ساده و زنده و با استفاده از تشبیهات زنده نوشته شده است. این برای طیف گسترده‌ای از خوانندگانی است که می‌خواهند یک ایده کلی از اخترفیزیک بدون فرمول‌ها و جزئیات پیچیده به دست آورند. این کتاب شامل ۱۲ فصل کوتاه است که بر اساس مقالات منتشر شده در مجله تاریخ طبیعی است. این کتاب به دلیل وضوح، طنز و اشتیاق به علم مورد تحسین قرار گرفته است. این راهی عالی برای یادگیری بیشتر در مورد جهان در اطراف ما برای خوانندگانی است که وقت یا تمایل به خواندن یک کتاب درسی جامع در مورد اخترفیزیک را ندارند.
در اینجا خلاصه ای از برخی از موضوعات مورد بحث در این کتاب آمده است:
- ستاره‌ها: ستاره‌ها چیستند؟ چگونه متولد می‌شوند و می‌میرند؟ انواع مختلف ستاره‌ها کدامند؟
- سیارات: سیارات چیستند؟ چگونه شکل می‌گیرند؟ انواع مختلف سیارات کدامند؟
- کهکشان‌ها: کهکشان‌ها چیستند؟ چگونه شکل می‌گیرند؟ انواع مختلف کهکشان‌ها کدامند؟
- جهان: جهان چیست؟ چگونه شروع شد؟ چگونه تکامل می‌یابد؟